# Jean Pierre Matus
Jean Pierre Matus Acuña (Santiago, 7 de julio de 1967) es un abogado, profesor y juez chileno, quien integra la Corte Suprema de Chile desde el 19 de octubre de 2021.

## Primeros años de vida
Es hijo de los profesores normalistas Rodolfo Matus y de María Angélica Acuña y, siendo hermano menor de la periodista Alejandra Matus. A ella representó en la causa seguida en su contra por la publicación de El libro negro de la justicia chilena ante la justicia chilena y en la Corte Interamericana de Derechos Humanos.
En 1985 ingresó a estudiar en la Facultad de Derecho de la Pontificia Universidad Católica de Chile, de la que se licenció en 1992. Prosiguió sus estudios de magíster y doctorado en la Universidad Autónoma de Barcelona. Juró como abogado 1996, mismo año que se integra como profesor de derecho penal en la Facultad de Derecho de la Universidad de Talca. 

## Vida pública
Se desempeñó como docente de esa casa de estudios hasta el año 2010, cuando asumió similares tareas en la Universidad Diego Portales, y luego, en 2018, en la Facultad de Derecho de la Universidad de Chile, donde ejerció diferentes funciones directivas.
Entre los años 2014 y 2015 militó en el Partido Socialista de Chile, del que se desafilió cuando la presidenta Michelle Bachelet lo designó como abogado integrante de la Corte Suprema de Justicia de Chile, labor que desarrolló hasta marzo de 2019.
El 24 de agosto de 2021 fue nominado por el presidente Sebastián Piñera para asumir el cargo de ministro de la Corte Suprema de Chile, para llenar la vacante dejada por la jubilación del ministro Carlos Künsemüller Loebenfelder. 
Durante su proceso de nominación fue objeto de cuestionamientos por sus votos en causas por violaciones a los derechos humanos durante la dictadura militar. Igualmente fue cuestionado por su rol de asesor del Comandante en Jefe del Ejército de Chile en materias de corrupción por compra de pasajes militares, así como su defensa del general Schafik Nazal en un caso de espionaje.
El 29 de septiembre de ese año el Senado de Chile entregó su aprobación a la nominación por 30 votos a favor, 4 en contra y 3 abstenciones. El 19 de octubre de 2021 asumió en propiedad su cargo ante el tribunal en pleno.
Es un autor prolífico, con muchos libros y publicaciones centradas en las ciencias penales.

## Caso Hermosilla
Ha sido uno de los salpicados por vínculos con el abogado Luis Hermosilla en el denominado Caso Hermosilla. En concreto, Matus se vio vinculado luego de que un reportaje de Ciper, que indagaba el presunto tráfico de influencia para los nombramientos de jueces, revelara chats entre el ahora ministro y Hermosilla, en 2019.
Por esos días, Hermosilla preparaba la defensa del exministro del Interior, Andrés Chadwick, frente a su acusación constitucional. De acuerdo a Matus, en ese entonces el abogado le solicitó un trabajo profesional, el que llevó a cabo. La otra oportunidad en que habrían trabajado juntos, fue cuando Luis Hermosilla era querellante en la causa Yarur y Matus era el abogado informante de la defensa. Pero la duda que ronda en torno a estos contactos, es si el juez de la Corte Suprema le habría solicitado a Hermosilla que lo ayudara a hacer gestiones para ingresar al máximo tribunal.